# Sofía Morfín
Sofía Margarita Morfín Zepeda (Jalisco, 11 marzo 1956) è un'ex cestista messicana.

## Carriera
Con il Messico ha preso parte ai Campionati mondiali del 1975 e Giochi panamericani del 1975, in cui ha vinto la medaglia d'argento.